# أوريلا غاتشي
أوريلا غاتشي (بالألبانية: Aurela Gaçe) (ولدت في 16 أكتوبر، 1974)،هو مغنية ألبانية تنحدر من مدينة فلورة. اختيرت كأحسن صوت في بلدها سنة 2011 ومثلت بلدها في نسخة اليوروفيجن لنفس السنة .

## الألبومات
- 1998: Oh nënë
- 1998:The Best
- 2001:Tundu bejke
- 2001:Superxhiro
- 2008:Mu thanë sytë
- 2012:Paraprakisht

## روابط خارجية
- أوريلا غاتشي على موقع IMDb (الإنجليزية)
- أوريلا غاتشي على موقع ميوزك برينز (الإنجليزية)
- أوريلا غاتشي على موقع ديسكوغز (الإنجليزية)